# Мант ла Жоли
 Тази статия е за града във Франция.  За окръга вижте Мант ла Жоли (окръг).  За кантона вижте Мант ла Жоли (кантон).
Мант ла Жоли (на френски: Mantes-la-Jolie) е град в северна Франция, административен център на окръг Мант ла Жоли и кантон Мант ла Жоли в департамента Ивлин на регион Ил дьо Франс. Населението му е около 44 000 души (2017).
Разположен е на 34 метра надморска височина в Парижкия басейн, на левия бряг на река Сена и на 48 километра северозападно от центъра на Париж. Селището съществува от Римската епоха, а през Средновековието е важно укрепление при границата на Ил дьо Франс с Нормандия. Днес то е промишлено и жилищно предградие на Париж.

## Известни личности
Родени в Мант ла Жоли
- Омар Косоко (р. 1988), футболист
- Мишел Льоклер (р. 1946), автомобилен състезател

Починали в Мант ла Жоли
- Филип II (1165 – 1223), крал